# Křivá výpověď
Křivá výpověď je trestný čin proti pořádku ve věcech veřejných podle § 346 českého trestního zákoníku. Spáchá jej ten svědek, který před soudem nebo mezinárodním soudním orgánem, před soudním komisařem, před orgánem činným v trestním řízení anebo před vyšetřovací komisí Poslanecké sněmovny bude lhát o okolnosti, která má pro dané řízení podstatný význam, nebo takovou okolnost zamlčí. Trestem může být odnětí svobody na šest měsíců až tři léta, při způsobení značné škody nebo při poškození jiného v zaměstnání či v rodině na dvě léta až deset let. Podobně jako svědek je trestně postižitelný i soudní znalec za podání nepravdivého znaleckého posudku.
Prostřednictvím tohoto trestného činu je tedy chráněn řádný průběh určitého řízení a správné zjištění skutkového stavu v rámci dokazování, což má podstatný vliv na následné rozhodnutí. Křivou výpověď ovšem nemůže nikdy spáchat obviněný, kterého podle § 92 odst. 1 trestního řádu nelze nijak nutit k výpovědi nebo k doznání se ke spáchání určitého trestného činu.